# Колонада (яйце Фаберже)
Великоднє яйце «Колонада» (зустрічається назва «Ротонда») — ювелірний виріб, виготовлений фірмою Карла Фаберже на замовлення російського імператора Миколи II у 1910 році як великодній подарунок для дружини імператора Олександри Федорівни. Воно символізує храм любові і присвячене народженню у 1904 році довгоочікуваного спадкоємця престолу Олексія.

## Дизайн
Великоднє яйце «Колонада» виконане в неокласичному стилі і в своїй конструкції містить годинник-ротатор з механізмом фірми Henry Moser & Cie. Колонада із блідо-зеленого бавеніту підтримує яйце, покрите прозорою рожевою емаллю по гільйошованому фону і оточене широкою смугою білого емалевого циферблату, прикрашеного цифрами із діамантів. Вершину яйця вінчає золота фігурка амура. Поміж колон сидить пара платинових голубів, навколо підставки колонади розміщені чотири фігурки дівчат-херувимів з позолоченого срібла. Підставка і колони прикрашені гірляндами троянд з червоного, білого, зеленого і жовтого золота.
Це великоднє яйце є алегорією імператорської сім'ї: пара голубів символізує взаємне кохання царя і цариці; херувими зображають чотирьох царських дочок — Ольгу, Тетяну, Марію і Анастасію; амур уособлює царевича Олексія.
Годинник влаштований таким чином, що навколо яйця обертається циферблат, а статичні стрілки вказують час. Ранні фотографії яйця і його опис в альбомі імператорських великодніх яєць Фаберже, який був подарований Олександрі Федорівні між 1907 і 1916 роками, свідчать, що амур раніше тримав в руці гілочку, яка вказувала на циферблаті годину.

## Історія
Яйце «Колонада» було подарунком імператора дружині Олександрі на Великдень 1910 року вартістю 11600 рублів. Під час революції у 1917 році воно було конфісковане з Анічкова палацу, а в 1922 році — передане в Раднарком. Емануель Сноумен привіз його до Лондона і, відповідно до нотаток королеви Марії, було придбане нею в 1931 році і подароване королю Георгу V. У 1953 році Королівську колекцію разом із яйцем «Колонада» успадкувала Єлизавета II.
До Королівської колекції належать ще три великодні яйця Фаберже: «Дванадцять панелей» (1899), «Кошик квітів» (1901) і «Мозаїчне» (1914).